# 975
Cette page concerne l'année 975  du calendrier julien. Pour l'année 975 av. J.-C., voir 975 av. J.-C.
L'année 975 est une année commune qui commence un vendredi.

## Événements
- 18 mars : un diplôme d'Otton II daté de Bonn cède à l'évêque de Toul Gérard l'abbaye de Saint-Dié[1].

- Avril : Alptakin (en), un officier turc en rupture avec les Bouyides, s'empare de Damas[2].
- Printemps : reconquête de la Syrie par Jean Ier Tzimiskès. Le gouverneur de Damas, Alptakin, signe un traité de vassalité; paye un tribut et accepte une garnison chrétienne. Tzimiskès entre en Palestine, longe le lac de Tibériade, épargne Nazareth, gravit le mont Thabor. Ramla, Jérusalem, Acre et Génésareth se soumettent. Les Fatimites, retranchées dans les villes de la côte, menacent de l'encercler et Tzimiskès remonte vers le nord en s’emparant de Sidon, de Beyrouth, Djebeil (Byblos) et de Gabala. Il retourne à Antioche en septembre[3].
- 6 juillet : achèvement du Beatus de Gérone, manuscrit enluminé espagnol riche de 124 miniatures.
- 8 juillet : mort d'Edgar le Pacifique. Édouard le Martyr, (962-978) devient roi d’Angleterre. Sa belle-mère Elfrida conteste son avènement et réclame le trône pour son fils Æthelred[4].
- Automne : Otton II lance une expédition punitive contre Boleslav II de Bohême, allié d'Henri le Querelleur, qu'il ne parvient pas à soumettre[5].
- 24 décembre : début du règne de al-Aziz, calife fatimide d'Égypte (fin en 996)[2].

- Fondation du Regensburger Domspatzen à Ratisbonne, la plus ancienne chorale au monde.
- Fondation du sultanat de Kilwa par un prince persan originaire de Shiraz[6].
- Fondation de l’évêché d’Olomouc, en Moravie[7].